# Siegfried Scherzer
Siegfried Scherzer (* 28. Juni 1949; † 10. Juli 2023) war ein deutscher Fußballtorwart.

## Karriere
Beim Ligapokal 1972/73 stand er im Alter von 23 Jahren am 9. August 1972 zwischen den Pfosten des Tores von Eintracht Braunschweig, das Spiel bei Eintracht Gelsenkirchen wurde mit 0:4 gewonnen.
Später stand er während der Spielzeiten 1976/77, 1977/78 und 1978/79 im Kader des FV 04 Würzburg. Seinen ersten Einsatz in der 2. Bundesliga Süd hatte er am 14. August 1976 bei der 1:2-Heimniederlage gegen den FC Bayern Hof. Von da an stand er fast in jedem Spiel in der Startelf. Am 19. November 1978 bei der 1:3-Niederlage gegen den SC Freiburg hatte er dann seinen letzten Einsatz für die Mannschaft.